# الحبيب بن يحيى
الحبيب بن يحي ولد في 30 جويلية 1938 بتونس العاصمة، هو ديبلوماسي ورجل سياسة تونسي.
- حصل على الأستاذية في اللغة والآداب الأنقليزية من جامعة تونس، ثم درس بالولايات المتحدة حيث أحرز على دبلوم العلاقات الدولية من جامعة كولومبيا بنيويورك.
- في عام 1963 التحق بوزارة الشؤون الخارجية، حيث أسندت إليه رئاسة قسم إفريقيا الناطقة بالأنقليزية، ثم أصبح مديرا لقسم التعاون الاقتصادي مع الولايات المتحدة.
- في عام 1967 سمي مستشارا اقتصاديا بسفارة تونس في واشنطن ثم بسفارة بلاده بالأمم المتحدة.
- عاد إلى تونس عام 1973 ليتولى قسم التعاون المالي الثنائي. ثم عين مديرا لديوان وزير الخارجية، ثم سفيرا ببلجيكا ثم الولايات المتحدة.
- عاد إلى تونس عام 1988 حيث سمي كاتب دولة، ثم في فيفري 1991 أصبح وزيرا للخارجية، وفي جانفي 1997 عين وزيرا للدفاع ثم عاد إلى الخارجية عام 1999. وغادر الحكومة في نوفمبر 2004.
- رشح عام 2005 ليصبح ممثلا خاصا للأمين العام للأمم المتحدة في ساحل العاج، غير أن الرئيس زين العابدين بن علي خير الاحتفاظ به مستشارا ديبلوماسيا، وفي غرة فيفري 2006 عين أمينا عام لاتحاد المغرب العربي خلفا لحبيب بولعراس.

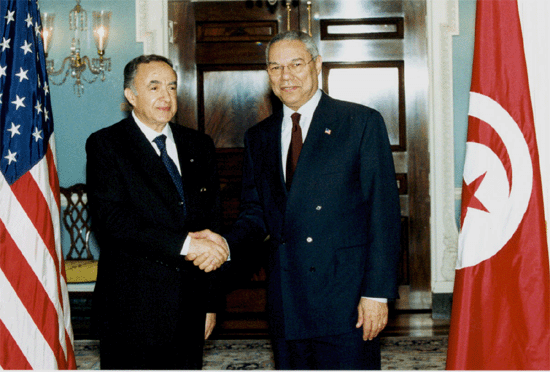
الحبيب بن يحي يلتقي كولن باول وزير الخارجية الأمريكي, 2002).

- متزوج وأب لطفلين.

## المستوى التعليمي
- الثانوي : معهد الصادقية بتونس تحصل على الباكالوريا بجزئيها
- العالـي : من الجامعة التونسية : الأستاذية في اللغة الأنقليزية
- الاختصاص : العلاقات الدولية بجامعة Columbia University – New York

## المهام الوظيفية
- إلتحق بوزارة الشؤون الخارجية في 1963
- عين مستشارا اقتصاديا بسفارة تونس بواشنطن في 1967
- إنتقل إلى سفارة تونس بباريس في 1970
- مدير مساعد بإدارة التعاون الدولي بالوزارة في 1973
- رئيس ديوان وزير الخارجية في 1975
- عين سفيرا بأبو ظبي في 1976
- في 1977 عين سفيرا باليابان
- عين سفيرا بواشنطن في 1981
- في 1988 عين كاتب دولة لدى وزيرا الخارجية
- في بداية 1991 عين وزيرا للخارجية
- عين وزير الدفاع الوطني في 1997
- عين من 1999 إلى 2004 وزيرا للشؤون الخارجية
- في 2005 عين وزيرا مستشارا ديبلوماسيا لدى رآسة الجمهورية
- عين أمينا عاما لاتحاد المغرب العربي اعتبارا من 01/02/2006

## المهام الديبلوماسية
- شارك في عديد المؤتمرات الإقليمية والدولية (الأمم المتحدة – جامعة الدول العربية – منظمة الوحدة الإفريقية – إتحاد المغرب العربي – الإتحاد الأوروبي – المسار الأورو -المتوسطي – Barcelone - المنظمة الأوروبية للأمن والتعاون – المنتدى المتوسطي – الحوار 5+5 ...)
- اضطلع بمهام عديدة بصفته مبعوثا خاصا لرئيس الدولة وممثلا له في تظاهرات كثيرة.
- ساهم في عديد اللجان الإقليمية والدولية التفكيرية ولفض النزاعات (في إفريقيا والشرق الأوسط).
- ترأس الوفد التونسي في عديد المفاوضات واللجان المشتركة الثنائية.
- ألقى العديد من المحاضرات في منتديات جامعية.

## الأوسمة
- تحصل على وسام الجمهورية – الصنـف الأكبر
- منح أوسمة خارجية من دول صديقة وشقيقة